# برابری در برابر قانون

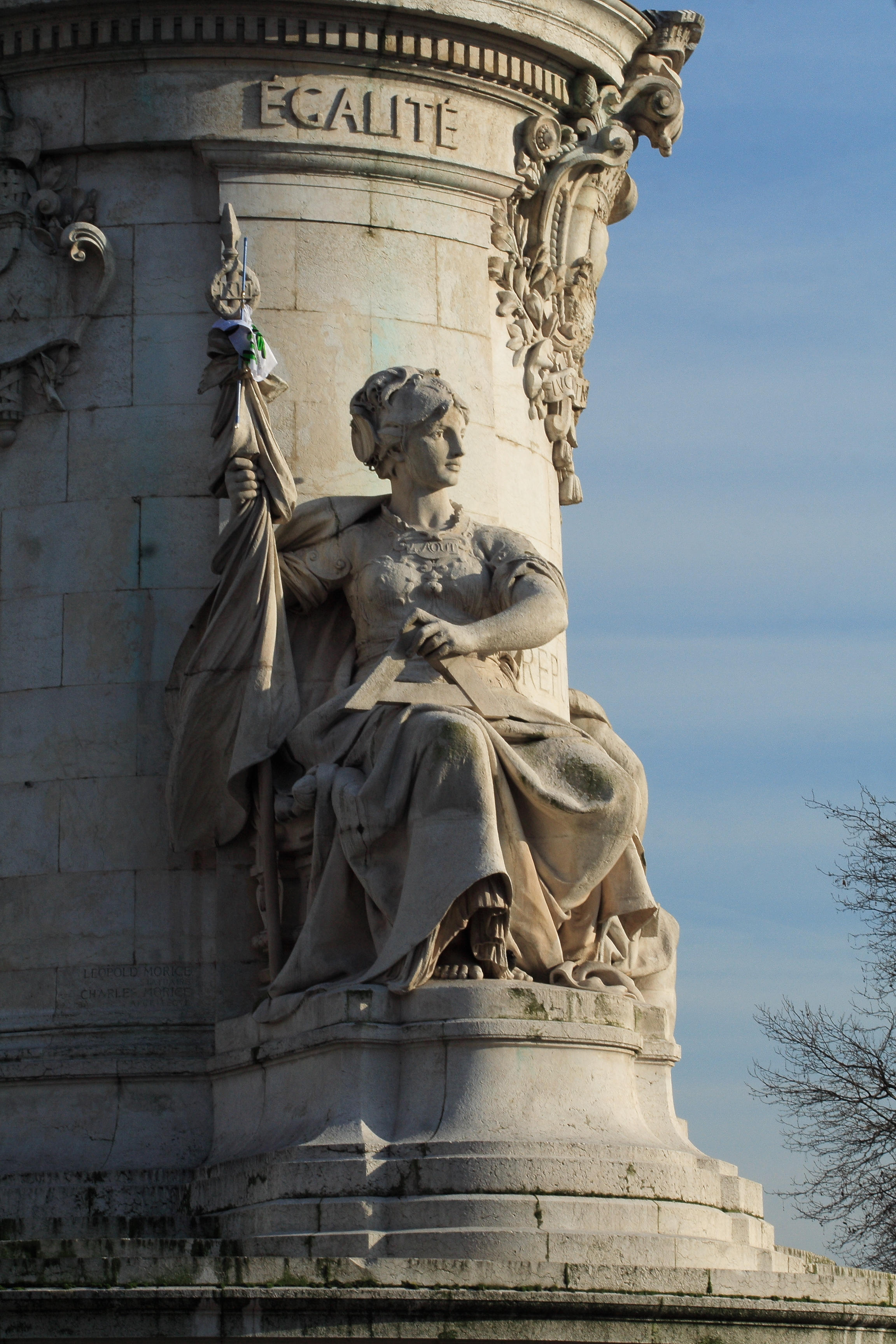
مجسمه برابری پاریس

برابری در برابر قانون یا برابری قانونی اصلی است که بر اساس آن همهٔ مردم تابع قوانین یکسانی هستند. (due process)
اصل ۷ اعلامیه جهانی حقوق بشر بیان می‌دارد که «همه در برابر قانون مساوی هستند و حق دارند بی هیچ تبعیضی از حمایت یکسان قانون برخوردار شوند. همه حق دارند در مقابل هر تبعیضی که ناقض اعلامیهٔ حاضر باشد، و بر ضد هر تحریکی که برای چنین تبعیضی به عمل آید، از حمایت یکسان قانون بهره‌مند گردند.»
بنا بر گفته سازمان ملل این اصل به‌طور خاص برای اقلیت‌ها و فقرا اهمیت دارد.
زین رو قانون و قضات باید صرفنظر از نژاد، جنیست، جهت‌گیری جنسی، هویت جنسی، منشأ ملی، رنگ، قومیت، دین، ناتوانی یا دیگر خصایص بدون هیچ امتیاز، تبعیض یا سوگیری برای همگان برابرانه اعمال شود.
برابری در برابر قانون از اولیه‌ترین اصول لیبرالیسم است.